# 信州プロレス
信州プロレスリング（しんしゅうプロレスリング）は、長野県を中心に活動しているアマチュアプロレス団体。

## 特徴
- 「安全第一」、「台本重視」、「入場無料」、「雨天検討」の4つのキャッチコピーをテーマにしている。
- 所属選手の多くはコスチュームなどを身にまとい試合を行う。
- 試合に観客を参戦させることが多い。

## 歴史
- 2005年5月、グレート☆無茶が設立。
- 2007年5月5日、上田創造館で旗揚げ戦を開催。
- 2010年5月16日、ビッグハットで信州プロレスリング女子部「SLWF」の旗揚げ戦を開催。
- 2013年2月27日、ネオプラス アイスリボン事業部との業務提携を発表。その一環として信州ガールズプロレスリングを設立することを発表。
- 3月11日、日本列島プロレス連盟の発足に参加[1]。
- 2018年5月16日、無茶が武藤敬司と記者会見を行ってプロレスフェスを開催することを発表。大会委員長兼プロデューサーに武藤、実行委員長に無茶が就任。
- 8月13日、イオンモール佐久平でプロレスフェスが開催された。

## 主な興行
定期興行
信州プロレスアリーナで月1回開催している。
出張興行
イベント、フェスティバル、お祭り、学園祭で開催している。
3◯時間プロレス
2008年8月30日から8月31日に「30時間プロレス」として開催。日付をまたぐ長時間興行は信州プロレスリングが初である。2009年に「31時間プロレス」、2010年に「32時間プロレス」として毎年1時間増やして開催している。
無茶フェス
| 大会名                                                             | 日付           | 会場               | 参戦選手（引退した元選手も含む） | 観衆    |
| ------------------------------------------------------------------ | -------------- | ------------------ | --- | ------- |
| Re:2010 塩尻くみきや Presents グレート☆無茶の大冒険第1弾 in BigHat | 2010年5月16日  | ビッグハット       | 藤波辰爾、初代タイガーマスク、華名、浦えりか | 5,200人 |
| RE:2011 グレート☆無茶の大冒険第2弾                                 | 2011年5月29日  | ビッグハット       | 藤波辰爾、長州力、初代タイガーマスク、アブドーラ小林 | 4,600人 |
| アクアクララ北信州プレゼンツ! 無茶フェス in 栄村2011               | 2011年10月16日 | 栄中学校体育館     | 大仁田厚、矢口壹琅、井上京子、伊藤薫 | 550人   |
| 無茶フェス2012 in ビッグハット                                     | 2012年5月20日  | ビッグハット       | 藤波辰爾、長州力、初代タイガーマスク、曙、星ハム子、くるみ、長野ドラミ                                                                                         | 4,800人 |
| 無茶フェス2013 in 松本                                             | 2013年9月8日   | 松本市総合体育館   | ザ・グレート・カブキ、藤波辰爾、長州力、初代タイガーマスク、富豪富豪夢路、豊田真奈美、新田猫子、つくし、世羅りさ                                               | 2,300人 |
| 無茶フェス2013 in 栄村                                             | 2013年10月27日 | 栄中学校体育館     | 藤波辰爾、天龍源一郎、戸井克成 | 600人   |
| 無茶フェス2014 in 佐久                                             | 2014年8月3日   | 佐久創造館         | 高山善廣、吉江豊、菊タロー、大鷲透、藤本つかさ、つくし、成宮真希                                                                                               | 1,000人 |
| 無茶フェス2014 in 伊那                                             | 2014年11月24日 | 高遠町文化体育館   | ザ・グレート・カブキ、藤波辰爾、初代タイガーマスク、仲野信市、高山善廣、富豪富豪夢路、LEONA、豊田真奈美、華名、志田光                                          | 1,200人 |
| 無茶フェス2015 in 伊那                                             | 2015年5月5日   | 伊那市民体育館     | 越中詩郎、青柳政司、スペル・デルフィン、富豪富豪夢路、曙 | 2,000人 |
| 無茶フェス2015 in 上田                                             | 2015年8月15日  | 上田城跡公園体育館 | ザ・グレート・カブキ、ヒロ斎藤、船木誠勝、高山善廣、TARU、富豪富豪夢路、"brother"YASSHI、大鷲透、LEONA、豊田真奈美、井上京子、Ray、志田光                      | 1,200人 |
| 無茶フェス2017 in ビッグハット1                                    | 2017年5月13日  | ビッグハット       | リッキー・フジ、大谷晋二郎、TARU、吉田充宏、シマ重野、大鷲透、征矢学、ボブ・サップ                                                                             | 5,000人 |
| 無茶フェス2017 in 栄村                                             | 2017年7月23日  | 栄中学校体育館     | 豊田真奈美、井上貴子、里村明衣子、志田光、石橋葵、白姫美叶、中野たむ、泰里                                                                                     | 800人   |
| 無茶フェス2017 in 上田                                             | 2017年8月15日  | 上田城跡公園体育館 | 藤原喜明、越中詩郎、船木誠勝、AKIRA、齋藤彰俊、ケンドー・カシン、NOSAWA論外                                                                                    | 1,600人 |
| 無茶フェス2017 in 諏訪                                             | 2017年9月10日  | 清水町体育館       | 百田光雄、藤波辰爾、浜亮太、力、LEONA | 700人   |
| 無茶フェス2017 in 伊那                                             | 2017年10月15日 | 伊那市民体育館     | 武藤敬司、吉江豊、TARU、富豪富豪夢路、菅原拓也、征矢学、黒潮"イケメン"二郎、タナカ岩石、井上貴子、橋本千紘、白姫美叶、ハートリー・ジャクソン                   | 2,500人 |
| 無茶フェス2017 in ビッグハット2                                    | 2017年11月26日 | ビッグハット       | 越中詩郎、グレート・ムタ、AKIRA、齋藤彰俊、金本浩二、新崎人生、TARU、富豪富豪夢路、ダンプ松本、ZAP-T                                                           | 7,000人 |
| 無茶フェス2018 in 佐久                                             | 2018年5月20日  | 佐久市総合体育館   | 藤波辰爾、ヒロ斎藤、TARU、LEONA | 1,500人 |
| 無茶フェス2019 in 栄村                                             | 2019年11月17日 | 栄中学校体育館     | グレート小鹿、黒潮"イケメン"二郎、井上京子、伊藤薫、藤原喜明、浜亮太                                                                                           | 900人   |
| 無茶フェス2020 in ビッグハットvol.1                                | 2020年9月20日  | ビッグハット       | アントニオ猪木、藤原喜明、前田日明、越中詩郎、仲野信市、スペル・デルフィン、ザ・グレート・サスケ、田中稔、アブドーラ小林、佐野直、吉田充宏、渡瀬瑞基、井上京子 | 不明    |
| 無茶フェス2020 in ビッグハットvol.2                                | 2020年9月21日  | ビッグハット       | 蝶野正洋、武藤敬司、ケンドー・カシン、吉江豊、アブドーラ小林、大鷲透、黒潮"イケメン"二郎、瀧澤晃頼                                                             | 不明    |

## タイトル
- SWF認定世界ヘビー級王座
- SWF認定世界タッグ王座

## 所属選手
- グレート☆無茶
- オレガスター大
- 信州タイガー・アロー
- しこなかちろう
- セカンド篠塚
- 番長清原
- 信州タイガー・ダークネス
- 地獄谷PONTA
- 信州ビーフオリャー
- デクの坊弁慶
- Mr.M
- ミルキィ
- リッチミン☆マン
- 臥竜キッド
- 盛×2
- スイカマン
- オッシャーン
- イカ好きんちゃん
- アクアくん
- とら一郎
- 頑固一徹
- 超獣キノッピー
- THEよっちゃん
- 獣神サンダー・ライチョー
- KENTARO
- チガイOKADO
- ダイヤモンド☆フユカイ
- ジャイアント・レアボーズ
- 適当龍
- マスクド☆丸幸
- ローメンマン
- 一寸毒兎com

## スポット参戦選手
- アキラちゃん
- 火付盗賊魔珍
- マルコXX
- キラー・オカーン
- 朝漂流
- スーパー・チョッとチン
- 猛獣X
- ポキット君
- タイマーズ
- 円2000
- ゴルゴ・サーチン
- スカル・クレイジー
- しまうまTARO

## スタッフ

### リングアナウンサー
- チャーシューK（解説兼任）
- デパートメントマターI（実況兼任）
- 新春シャンソン篠塚（実況兼任）

## 歴代所属選手
- NOZAWANA論外（現：滝澤晃頼）
- 森本真也
- ブラックみきてぃ
- チャールズ今井
- そのまんま田村
- シロマティ
- 戸倉馬之助
- 匿名係長只野人
- Ayame（現：矢部彩女）
- タイガー・チョッとチン
- 黒ひげ危機散髪
- 矢島聡
- 武蔵身定食
- 長野ムサシロ
- パワー・オリャー
- 蟹K☆ING
- 前田明日
- ピカ獣
- LINDA
- ホクト"鬼嫁"あきこ
- にんじゃりばんばん
- 算数仮面